# CAMS 32
Il CAMS 32, indicato anche come 32 R, fu un idroricognitore (idrovolante da ricognizione) "a scafo", monomotore in configurazione spingente, biposto e biplano, sviluppato dall'azienda aeronautica francese Chantiers Aéro-Maritimes de la Seine (CAMS) nei primi anni venti e rimasto allo stadio di prototipo.

## Storia del progetto
La necessità della neoistituita CAMS, fondata nel 1920 dall'imprenditore milanese Domenico Lorenzo Santoni, di espandere la propria clientela nel mercato dell'aviazione militare, esortò l'ingegnere Raffaele Conflenti, da poco insediatosi a capo dell'ufficio tecnico, ad avviare lo sviluppo di un nuovo modello di idrocaccia monoposto basandosi sull'esperienza e sul progetto del precedente idroaddestratore CAMS 30.
Il risultato fu il CAMS 32, un velivolo dall'impostazione, per l'epoca, convenzionale, un idrovolante a scafo centrale realizzato interamente in legno, caratterizzato dalla configurazione spingente del gruppo motoelica, dalla velatura biplana, con piani alari dalla medesima apertura, entrambi dotati di alettoni, collegati tra loro da una doppia coppia per lato di montanti interalari rinforzati da tiranti in cavetto d'acciaio, e con l'inferiore che all'intradosso aveva collegati i due galleggianti equilibratori. Grazie a delle cerniere le ali potevano essere ripiegate verso coda per facilitare le operazioni di rimessaggio.
Lo scafo integrava i due abitacoli, aperti e posizionati in tandem, destinati l'anteriore all'osservatore e il posteriore, collocato davanti all'ala inferiore, al pilota, mentre il motore, racchiuso in una gondola ai cui lati erano collocati i due radiatori del circuito di raffreddamento, era sospeso tra i due piani alari.
Il prototipo venne costruito negli stabilimenti di Saint-Ouen affacciati sulla Senna tra l'inverno 1923 e la primavera 1924 e, equipaggiato con un motore V8 Hispano-Suiza 8Fb da 300 hp (220 kW), portato in volo per la prima volta il 28 marzo 1924 dalla superficie della Senna ai comandi del pilota collaudatore Ernest Burri.
Proposto alla Marine nationale, la marina militare francese, per soddisfare la specifica HB2 atta a trovare un sostituto al Georges Levy GL.40 già in linea, non riuscendo a esprimere prestazioni sensibilmente migliori il velivolo non venne accettato e, non trovando altri clienti interessati, il suo sviluppo fu interrotto.

### Pubblicazioni
- (FR) Gérard Hartmann, Les hydravions CAMS (PDF), in Flying Boats of the World, http://www.msacomputer.com/FlyingBoats-old/. URL consultato il 10 maggio 2014 (archiviato dall'url originale il 5 febbraio 2018).
- Sergio Mecchia, Raffaele Conflenti, su Museo della cantieristica, http://www.archeologiaindustriale.it/index_it.php. URL consultato il 5 marzo 2012 (archiviato dall'url originale il 14 agosto 2009).